# Préfecture autonome kazakhe d'Ili
Pour les articles homonymes, voir Ili (homonymie) et Ily.
La préfecture autonome kazakhe d'Ili (ou Ily) (chinois : 伊犁哈萨克自治州 ; pinyin : Yīlí hāsàkè Zìzhìzhōu ; kazakh : ىله قازاق اۆتونوميالىق وبلىسى / Іле Қазақ автономиялы облысы / Ilye kazak avtonomiyali oblisi ; ouïghour : ئىلى قازاق ئاپتونوم ئوبلاست / Ili Kazak Aptonom Oblasti) est une subdivision administrative de la région autonome du Xinjiang en Chine. Elle prend son nom de la rivière Ili, qui la traverse avant de couler au Kazakhstan. Son chef-lieu est la ville de Yining. Elle est l'unique préfecture autonome à avoir le statut de préfecture autonome sous-provinciale en Chine. Cela lui confère davantage d'autonomie vis-à-vis de la région autonome qui l'abrite, par rapport aux autres préfectures autonomes.

## Démographie
La population de la préfecture était estimée à 3 825 600 habitants en 2000 et à 4 110 000 habitants en 2004, et celle de la ville de Yining à 269 692 habitants en 2007.

## Histoire
Le 16 janvier 1711, 200 000 Mongols torguts qui avaient formé le Khanat kalmouk dans la région de la basse Volga, au Nord de la Mer Caspienne, fuient l'oppression du Tsar de l'Empire russe. Après un long périple dans les déserts, ils arrivent 60 000 à Ili,, la région qu'ils avaient quitté un siècle plus tôt, dans les tensions entre les différentes tribus mongoles.

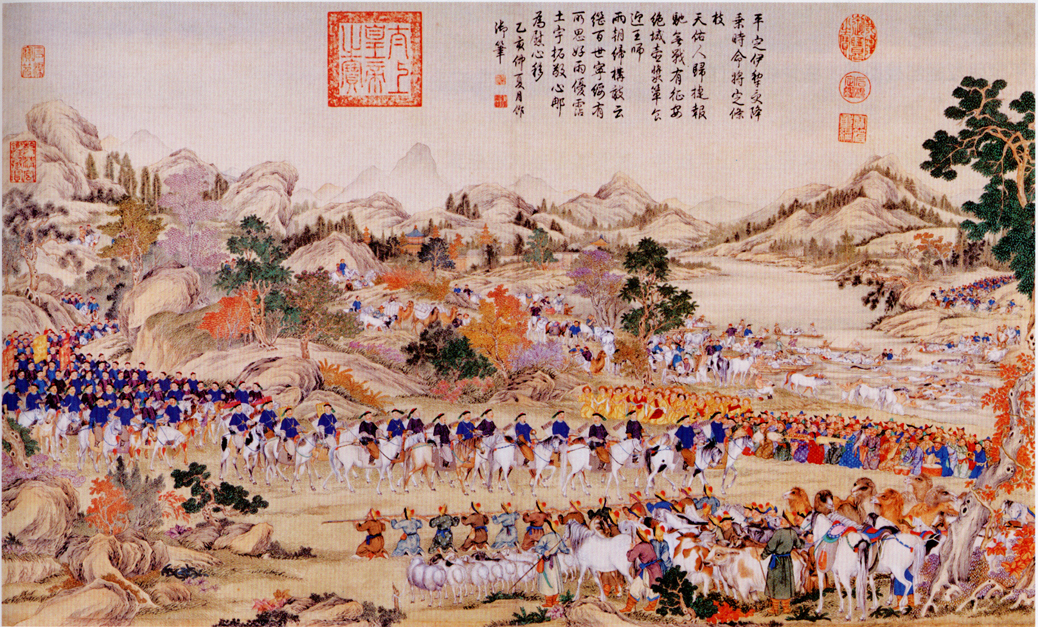
les Dzoungars se rendent à l'armée mandchoue en 1755

En 1755, général mongol Bandi, guidé par Amoursana pour le compte de l'empereur Mandchou partent de Barkul (Bulaihai) et marchèrent sur Ili, c'est la fin de la guerre Dzoungar-Qing. Des villes y furent alors construites et les agriculteurs ouighours encouragés à cultiver au Nord du Tianshan. Les Dzoungars se rendent aux armées chinoises des Qing, au bord de la rivière Ili.
Le 6 août 1851, la Chine impériale de la Dynastie Qing (1644 – 1912), mandchoue, signe à Yining, avec l'Empire russe (1721 – 1917), le traité de Goulja.
En 1962, vers la fin du Grand Bond en avant, plus de 60 000 habitants ont quitté la préfecture pour l'URSS

## Économie
En 2006, le PIB total était de 44,5 milliards de yuans, et le PIB par habitant de 10 345 yuans.

## Subdivisions administratives
La préfecture autonome d'Ili exerce sa juridiction sur deux préfectures, et directement sur dix subdivisions - deux villes-districts, sept xian et un xian autonome :
- la préfecture de Tacheng — 塔城地区, Tǎchéng Dìqū ;
- la préfecture d'Altay — 阿勒泰地区, Ālètài Dìqū ;
- la ville de Yining — 伊宁市, Yīníng Shì ;
- la ville de Kuitun — 奎屯市, Kuítún Shì ;
- le Xian de Yining — 伊宁县, Yīníng Xiàn ;
- le Xian de Huocheng — 霍城县, Huòchéng Xiàn ;
- le Xian de Gongliu — 巩留县, Gǒngliú Xiàn ;
- le Xian de Xinyuan — 新源县, Xīnyuán Xiàn ;
- le Xian de Zhaosu — 昭苏县, Zhāosū Xiàn ;
- le Xian de Tekes — 特克斯县, Tèkèsī Xiàn ;
- le Xian de Nilka — 尼勒克县, Nílèkè Xiàn ;
- le Xian autonome xibe de Qapqal — 察布查尔锡伯自治县, Chábùchá'ěr xībó Zìzhìxiàn'.

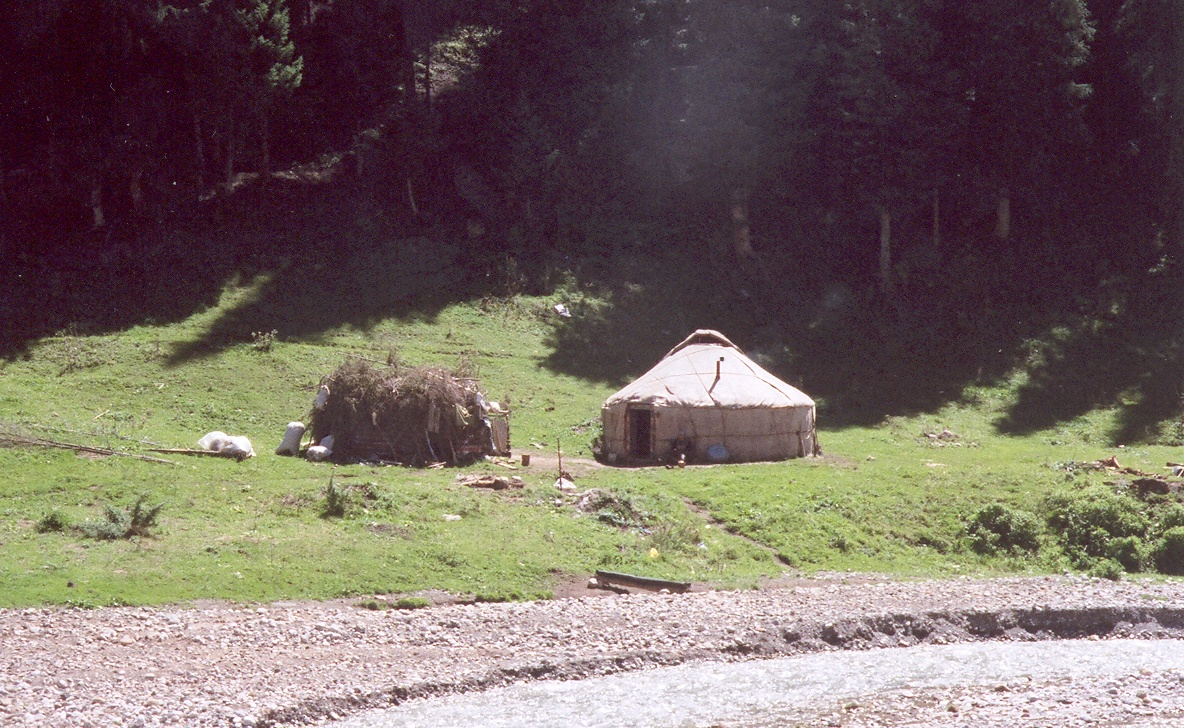
Une yourte dans la vallée de l'Ili.